# Liste chinesischer Zitate
In dieser Liste chinesischer Zitate werden Zitate aus dem chinesischen Kulturkreis aufgeführt, die zum Bildungskanon gehör(t)en oder in Geschichte und Politik von herausragender Bedeutung sind oder waren.

## B

### Buch der Lieder
Das Buch der Lieder (詩經 Shījīng) ist einer der Fünf Klassiker, als sein Autor wird Konfuzius angenommen. Es ist die älteste Sammlung von Gedichten aus dem alten China.

## C

### Cao Cao
Cao Cao (曹操; * 155; † 220), war Kriegsherr und letzter Kanzler der Han-Dynastie. Er gilt in der Geschichte der Drei Reiche und anderen volkstümlichen Schriften als äußerst verschlagen.

「寧我負人，毋人負我。」

「Nìng wǒ fù rén, wú rén fù wǒ」

„Ich möchte lieber andere betrügen, als dass andere mich betrügen“

## D

### Das Große Lernen

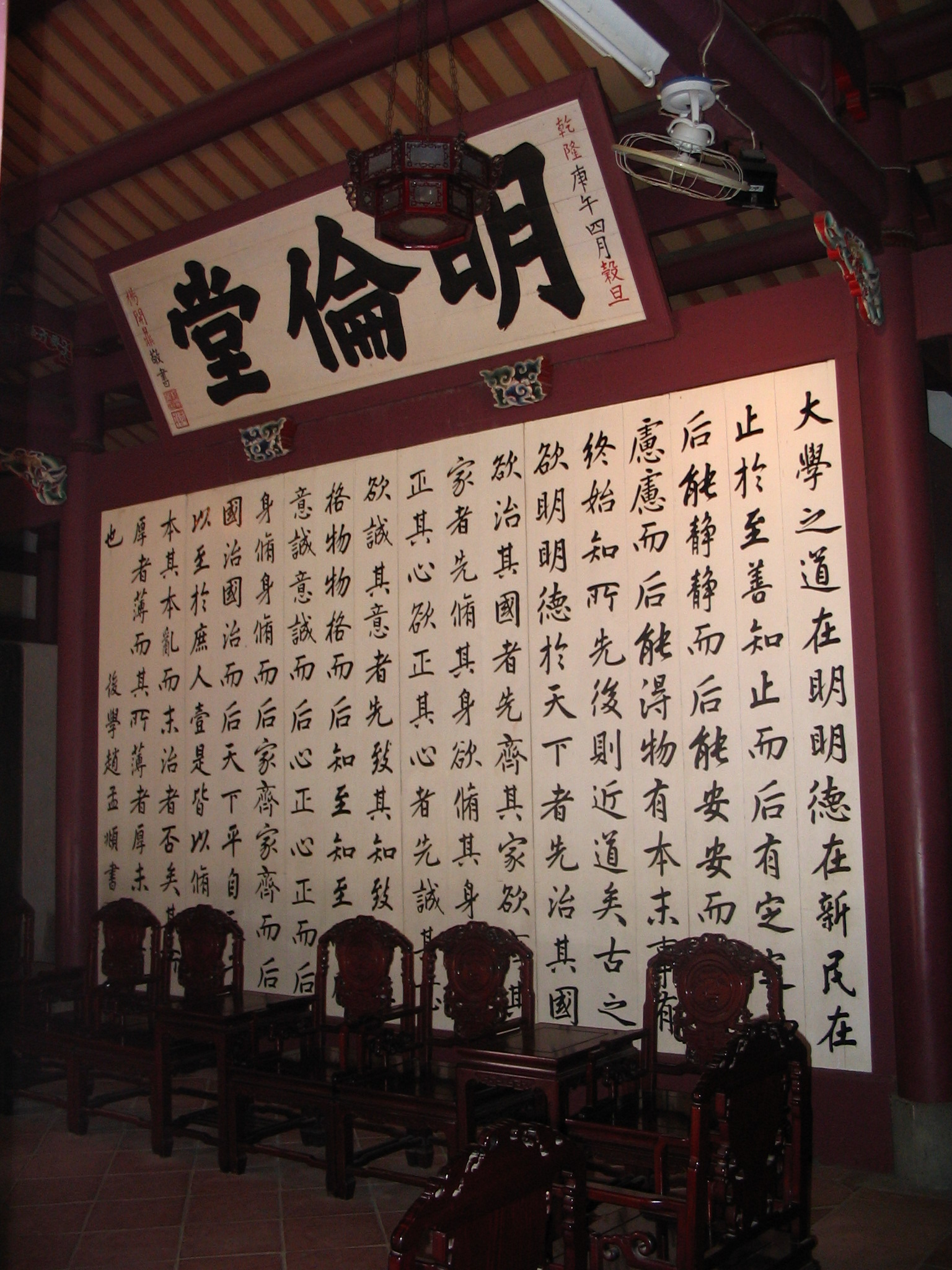
Kalligrafie des Großen Lernens (大學 Dàxué) im Konfuziustempel von Tainan

Das Große Lernen (大學 Dàxué) ist ein Text, der bis ins 20. Jahrhundert hinein von chinesischen Schülern auswendig zu lernen war und eine Grundlage der konfuzianischen Staatsethik transportierte.

「大學之道在明明德。」

Dà xué zhī dào zài míng míng dé.
Der Weg des Großen Lernens beinhaltet ein tugendhaftes Leben, die Erneuerung des Volkes und das Festhalten des höchsten Gutes.
(Das Große Lernen verdankte seine Bedeutung dem Umstand, dass es zahlreiche Themen der chinesischen Philosophie aufgreift und verknüpft.)

### Deng Xiaoping

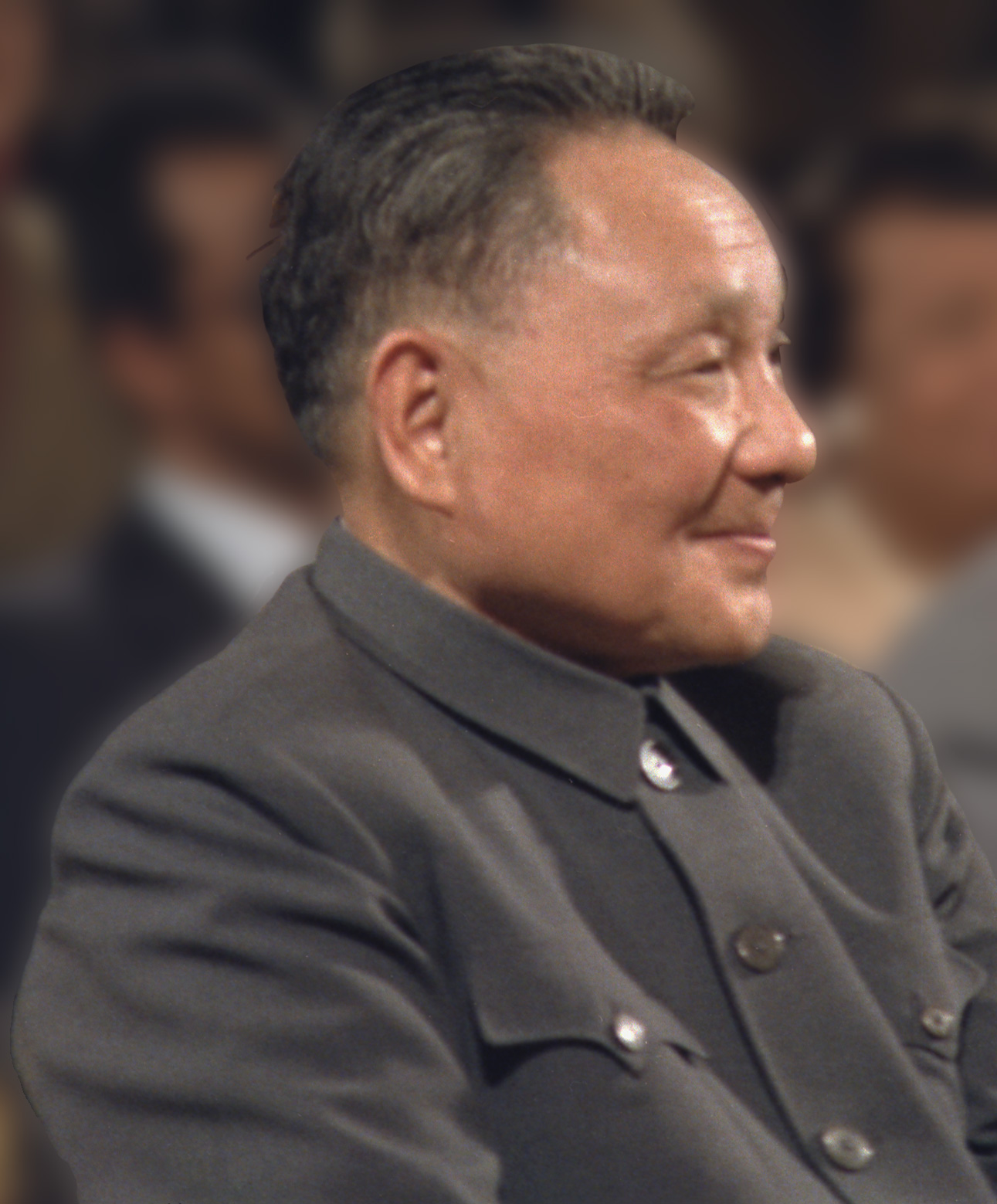
Deng Xiaoping (邓小平)

Deng Xiaoping (邓小平; * 1904; † 1997) gelang es trotz zweier Strafdegradierungen durch Mao Zedong, nach Maos Tod die Führung der Kommunistischen Partei Chinas zu übernehmen. Ohne jemals die Spitzenämter persönlich einzunehmen, regierte er dann China faktisch von 1976 bis 1997. Unter seiner Führung entwickelte sich China zu einer der am schnellsten wachsenden Volkswirtschaften der Welt.

「不管白猫、黑猫，逮住老鼠就是好猫。」

Bùguǎn bái māo, hēi māo, dàizhù lǎoshǔ jiù shì hǎo māo.
„egal weisse Katze, schwarze Katze, fängt sie die Maus ist eine gute Katze“
(Von Freunden und Feinden als Beweis seiner pragmatischen Einstellung genannt. Zitiert aus einer Sekretariatssitzung, in der er dieses Sprichwort aus seiner Heimatprovinz Sichuan verwendete.)

「實事求是。」

Shí shì qiú shì.
„Die Wahrheit in den Tatsachen suchen.“
(Dieser Satz soll ebenfalls Dengs pragmatischen Kurs verdeutlichen und seine Abkehr von den maoistischen Phrasen. Er stammt aus einem alten Geschichtswerk, dem Han Shu)

「一部分先富起来。」

Yībùfèn xiān fùqǐlái.
„Ein Teil soll zuerst reich werden.“
(Dieser Satz umreißt die Politik der Wirtschaftsreformen.)

「一国两制」

Yìguó liǎngzhì
„Ein Land, zwei Systeme“
(Leitspruch, nach dem die ehemaligen Kolonien Hongkong und Macau bei der Eingliederung in die Volksrepublik China ihr Wirtschafts- und Gesellschaftssystem für weitere 50 Jahre beibehalten dürften. Das Gleiche wurde auch Taiwan in Aussicht gestellt.)

### Drei-Zeichen-Klassiker
Der von dem renommierten konfuzianischen Gelehrten Wang Yinglin (王應麟, 1223–1296) kompilierte Drei-Zeichen-Klassiker war ein Lehrgedicht für chinesische Schulkinder, das in der Republik China auf Taiwan bis in die 1960er Jahre verwendet wurde.

「人之初 性本善。」

Rén zhī chū xìng běn shàn.
„Am Anfang ist der Mensch gut.“
(Erster Satz des Drei-Zeichen-Klassikers, der das konfuzianische Menschenbild nach Menzius wiedergibt: „Essen und Trinken, Mann und Frau, diese Natur hat der Mensch, aber auch die Tiere haben diese Natur. Darin gibt es keinen Unterschied. Aber die Natur des Menschen ist gut und die Natur der Tiere ist nicht gut. Der Mensch kann Sittlichkeit erkennen, Tiere können Sittlichkeit nicht erkennen.“)

### Jing Ke
Jing Ke (荊軻; Jīng Kē) versuchte ein Attentat auf den ersten Kaiser Chinas, Qin Shihuangdi (zu jenem Zeitpunkt noch König Zhèng von Qin). Das Vorhaben schlug jedoch fehl. Im Audienzsaal warf Jing Ke ein Messer nach dem Fürsten, verfehlte ihn aber. Als er wegzurennen versuchte, wurde er von den Wachen aufgehalten und anschließend von Zhèng, dem einzigen, der bei Hof eine Waffe tragen durfte, getötet.

「风潇潇兮，易水寒，壮士一去不复返。」

Fēng xiāo xiāo xī，yì shuǐ hán，zhuàng shì yī qù bù fù fǎn.
Trotz schneidendem Wind und kaltem Wasser des Yi-Flusses geht der Held und kehrt nicht um.

### Du Fu
Du Fu (杜甫; * 712; † 770) war einer der wichtigsten Dichter der Tang-Dynastie und Zeitgenosse von Li Bai.

「國破山河在。」

Guó pò shān hé zài.
Das Reich ist zerstört, aber Berge und Flüsse bestehen weiter.
(Anfang des Gedichts 春望 Chunwang, das Du Fu nach der katastrophalen An-Lushan-Rebellion schrieb, die dazu führte, dass er die letzten 15 Jahre seines Lebens in ständiger Rastlosigkeit verbringen musste. Während des Aufstandes sollen 36 Millionen Menschen ums Leben gekommen sein.)

### Konfuzius

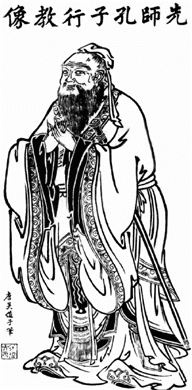
Traditionelles Bild des Konfuzius (Kǒng Zǐ 孔子)

Konfuzius, Kǒng Zǐ (孔子, „Meister Kong“; 551 v. Chr. bis 479 v. Chr.) war der Philosoph, nach dem der Konfuzianismus benannt ist. Der zentrale Wert seiner Lehren war die Ordnung, die seiner Meinung nach durch Achtung vor anderen Menschen und Ahnenverehrung erreichbar sei. Im Mittelpunkt seines Denkens stand der „Edle“ (君子 junzi), ein moralisch einwandfreier Mensch.

「父母在，不遠遊。」

Fù mǔ zài, bù yuǎn yóu.
(Solange die Eltern am Leben sind, sollst du keine weiten Reisen unternehmen. - Analekten 4.19)

「敬鬼神而遠之。」

Jìng guǐ shén ér yuǎn zhī.
Achte die Geister und halte dich fern von ihnen.
(Antwort des Konfuzius, wie man mit den Geistern umgehen soll. Analekten, 6.22)

「三人行，必有我師焉。」

Sān rén xíng, bì yǒu wǒ shī yan.
Wenn drei Menschen gehen, muss einer davon mein Lehrer sein. (Analekten, 7.22)

「學而不思則罔，思而不學則殆。」

Xué ér bù sī zé wǎng, sī ér bù xué zé dài.
Lernen ohne zu denken ist umsonst. Denken ohne zu lernen ist gewagt. (Analekten, 2.15)

「學而時習之，不亦悅乎？。」

Xué ér shí xí zhī, bù yì yuè hū?
Lernen und es von Zeit zu Zeit anzuwenden, ist das nicht eine große Freude?
(Erster Satz der Analekten, der veranschaulicht, welchen hohen Stellenwert das Thema Lernen im Konfuzianismus hatte.)

「有朋自遠方來，不亦樂乎？。」

Yǒu péng zì yuǎn fāng lái, bù yì yuè hū?
„Wenn ein Freund von weit her kommt, ist das nicht auch eine Freude?“
(Zweiter Satz der Analekten)

「子曰：為政以德，譬如北辰，居其所而眾星共之。」

Zǐ yuē: Wéi zhèng yǐ dé, pì rú běichén, jū qí suǒ ér zhòng xīng gòng zhī.
(Der Herrscher soll wie der Polarstern sein. Er bleibt an einem Ort, während sich alle Sterne um ihn drehen. Analekten 2.1)

「子貢問曰：有一言而可以終身行之者乎？ 子曰：其恕乎！己所不欲，勿施於人。」

Zǐ Gòng wèn yuē: yǒu yī yán ér kě yǐ zhōng shēn xing zhī zhě hū? Zǐ yuē: Qí shù hū! Jǐ suǒ bù yù, wù shī yū rén. :(Zi Gong fragte: Gibt es ein Wort, nach dem man sein ganzes Leben ausrichten kann? Der Meister sprach: Ja. Gegenseitigkeit. Was du nicht willst, das tu auch keinem anderen. - chinesische Formulierung der Goldenen Regel; Analekten 15.24)

## L

### Laozi
Laozi (老子, Alter Meister) ist ein legendärer Philosoph, der im 6. Jahrhundert v. Chr. gelebt haben soll. Er gilt als Begründer des Daoismus. Ihm wird das Dàodéjīng, der einflussreichste daoistische Text, zugeschrieben.

「道可道﹐非常道。」

Dào kě dào, fēi cháng dào.
„Könnten wir weisen den Weg, / Es wäre kein ewiger Weg.“
(Aus dem Daodejing, Übersetzung von Günther Debon)

「鄰國相望﹐雞犬之聲相聞﹐民至老死﹐不相往來。」

Lín guó xiāng wàng﹐ jī quǎn zhī shēng xiāng wén﹐ mín zhì lǎo sǐ﹐ bù xiāng wǎng lái.
(Man sieht von weitem wohl das Nachbarland, / Die Hähne sind, die Hunde noch zu hören; / Das Volk wird alt, und wenn sie sterben, / War dennoch keiner, der zum Nachbarn fand. Daodejing, 80, Übersetzung von Günther Debon)

「千里之行﹐始於足下。」

Qiān lǐ zhī xing, shǐ yū zú xià.
(Eine Reise von tausend Meilen / Fängt unter deinem Fuße an. Daodejing, 64, Übersetzung von Günther Debon)

「三十輻﹐共一轂﹐當其無﹐有車之用。」

Sān shí fú﹐ gòng yī gǔ﹐ dāng qí wú﹐ yǒu chē zhī yòng.
(Der Speichen dreimal zehn / Auf einer Nabe stehn. / Eben dort, wo sie nicht sind, / Ist des Wagens Brauchbarkeit. Daodejing, 80, Übersetzung von Günther Debon)

「不貴難得之貨﹐使民不為盜。」

Bù guì nán dé zhī huò﹐ shǐ mín bù wéi dào.
(Wer nicht die Güter schätzt, die schwer zu erlangen, / Bewirkt, daß das Volk nicht zu Räubern wird. Daodejing, 3, Übersetzung von Günther Debon)

### Lei Feng
Lei Feng (雷鋒) (* 1940; † 1962) war ein Soldat der Volksbefreiungsarmee, der ob seiner Selbstlosigkeit und Bescheidenheit während der Kulturrevolution in der Volksrepublik China von Mao Zedong als Modellarbeiter propagiert wurde.

「这是我应该做的。」

Zhè shì wǒ yīnggāi zuòde.
Das muss ich unbedingt machen.
(Beispiel für Lei Fengs Selbstlosigkeit. Mao initiierte 1963 eine sozialistische Erziehungskampagne "Vom Genossen Lei Feng lernen" (向雷锋同志学习, xiàng Léi Fēng tóngzhì xuéxí). Zu diesem Zeitpunkt war er schon ein Jahr tot, damit war auch die Gefahr gebannt, dass Lei Feng sich noch in eine unerwünschte Richtung entwickeln konnte.)

### Li Bai
Li Bai (李白; * 701; † 762) ist neben Dù Fǔ (杜甫) der namhafteste lyrische Dichter der Tang-Zeit.

「床前明月光,疑是地上霜,舉頭望明月,低頭思故鄉。」

Chuáng qián míng yuè guāng, yí shì dì shàng shuāng, jǔ tóu wàng míng yuè, dī tóu sī gù xiāng.
Vor meinem Bette ich Mondschein seh', / als wär' der Boden bedeckt mit Schnee. / Ich schau zum Mond auf, der droben blickt, / der Heimat denkend das Haupt mir sinkt.
(Anfang des berühmten Gedichts „Nachtgedanken“ 静夜思, eines der beliebtesten Gedichte aus der Sammlung der Dreihundert Tang-Gedichte, das auch heute noch oft zitiert wird. Übersetzung von Alfred Forke)

### Li Youyuan
Li Youyuan war ein Bauer aus dem Norden der Provinz Shaanxi.

「东方红。」

Dōngfāng hóng
Der Osten ist rot.
(Anfang der chinesischen Hymne Der Osten ist rot, ein Loblied auf Mao Zedong, das während der Kulturrevolution nahezu den Status einer Nationalhymne annahm und nach dem die Volksrepublik China ihren ersten Satelliten Dongfanghong benannte. Die ersten beiden Verse lauten:
东方红，太阳升，/ 中国出了个毛泽东。 Dōngfāng hóng, tàiyáng shēng, / Zhōngguó chū liǎo ge Máo Zédōng. -
Der Osten ist rot, die Sonne geht auf, / China hat Mao Zedong hervorgebracht.)

### Lu Xun

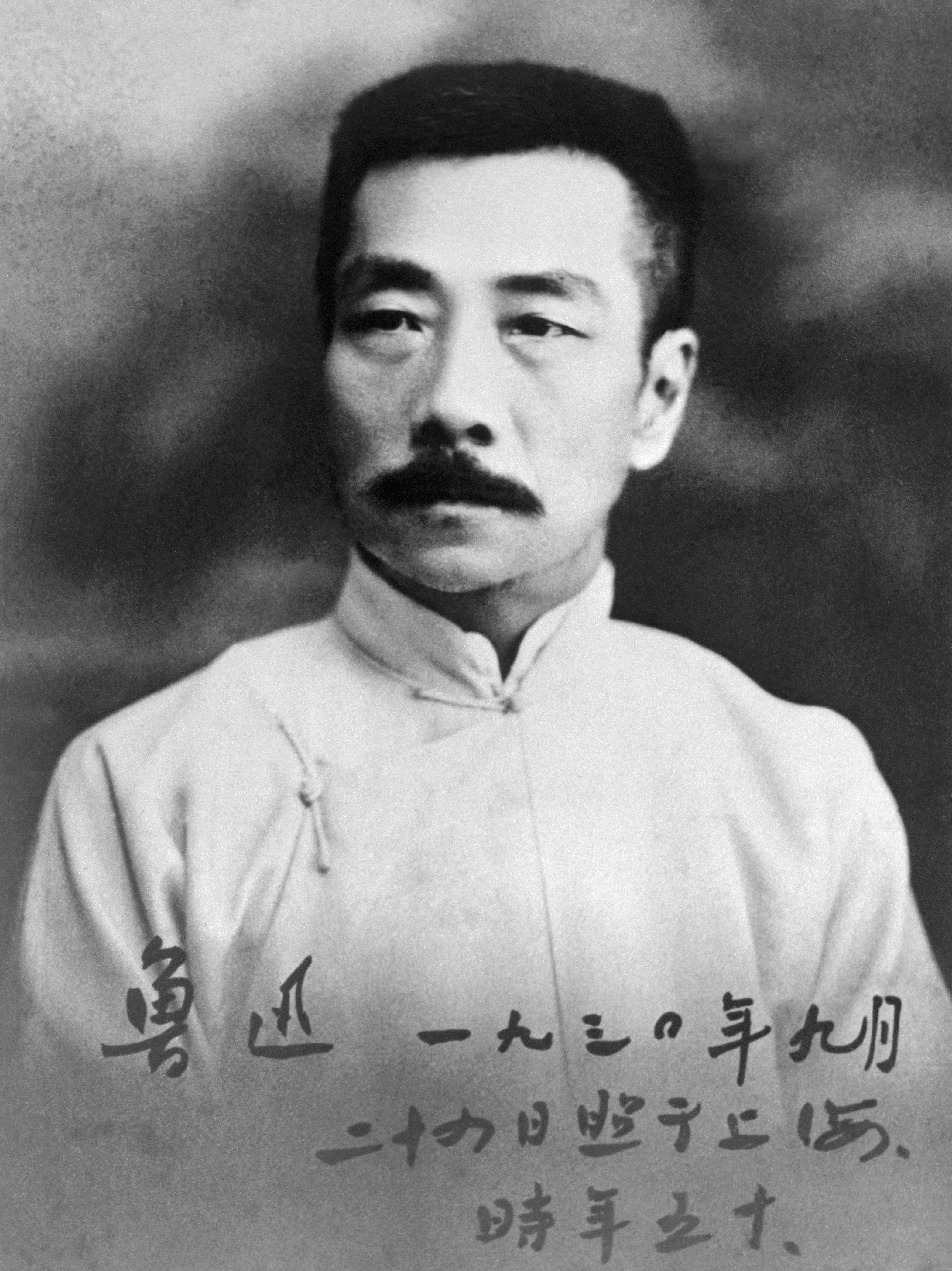
Lu Xun

Lu Xun (chinesisch 魯迅 / 鲁迅, * 1881 in Shaoxing; † 1936 in Shanghai) war Schriftsteller und Intellektueller der Bewegung des vierten Mai, der sich an der Baihua-Bewegung beteiligte, einer Reformbewegung für literarisches Genre und Stil.

「革命是要人生，不是要人死！。」

Gémíng shi yào rén shēng, bù shi yào rén sǐ!
Die Revolution will, dass die Menschen leben, sie will nicht, dass die Menschen sterben.

「横眉冷对千夫指, 俯首甘为孺子牛。」

Hèngméi lěngduì qiān fū zhǐ, fǔshǒu gānwéi rúzǐ niú.
Tausend Fingern trotzend, beuge ich mein Haupt freundlich zu den Kindern.

### Luo Guanzhong
Luo Guanzhong (羅貫中 / 罗贯中; * um 1330; † 1400) war der Autor des beliebten Romans Shuǐhǔzhuàn 水浒传, der auf Deutsch unter der Übersetzung von Franz Kuhn als Die Räuber vom Liang-Schan-Moor bekannt ist.

「四海之内皆兄弟。」

Sìhǎi zhī nèi jiē xiōngdì.
Innerhalb der Vier Meere sind alle Brüder.
(Dieses Zitat ist auch Titel der englischen Übersetzung des Romans, der entweder mit Water Margin, Outlaws of the Marsh oder eben All Men Are Brothers übersetzt wird.)

## M

### Mao Zedong
Mao Zedong (毛泽东 oder Mao Tse-tung; * 1893; † 1976) war Mitbegründer der Volksrepublik China.

「百花齊放，百家爭鳴 。」

Bǎihuā qífàng, bǎijiā zhēngmíng.
Lasst hundert Blumen blühen, lasst hundert Schulen miteinander wetteifern!
(Slogan, mit dem er die Hundert-Blumen-Bewegung startete. Mao verwendete diese berühmte Wendung in einer nicht-öffentlichen Rede vor einer Gruppe von Parteiführern. Dabei ist die Zahl hundert als ein Synonym für eine große Anzahl zu lesen.)

「你办事，我放心。」

Nǐ bàn shì, wǒ fàngxīn.
Wenn du die Sache in der Hand hast, bin ich beruhigt.
Worte, die Mao an Hua Guofeng gerichtet haben soll. Dieser Ausspruch wird heute ironisch gebraucht, da Hua Guofeng nicht als erfolgreicher Politiker gilt.

「一切反动派都是纸老虎。」

Yīqiè fǎndòngpài dōu shì zhǐ lǎohǔ.
„Alle Reaktionäre sind Papiertiger.“
(Im Gespräch mit der US-amerikanischen Korrespondentin Anna Louise Strong, 1946. Mao prägte diesen Ausdruck, der auch im Deutschen verwendet wird, im Sinne eines sich machtvoll bzw. einflussreich gebenden Menschen, eine Organisation oder Schriftstücke, die bei genauer Betrachtung in Wahrheit keine Bedeutung oder Macht haben bzw. sich selbst handlungsunfähig machen.)

「枪杆子里面出政权 。」

Qiānggǎnzǐ lǐmiàn chū zhèngquán.
Politische Macht kommt aus den Gewehrläufen.
(Aus der so genannten Mao-Bibel, Kapitel 2. Mao kam früh zu der Einsicht, dass die Kommunisten auf sich gestellt in China im Bürgerkrieg keine Chance hatten.)

「为人民服务。」

Wéi rénmín fúwù.
„Dem Volke dienen“
(Dieser Satz wird mit dem geachteten Premierminister Zhou Enlai in Verbindung gebracht, auch wenn er von Mao Zedong stammt.)

「愚公移山。」

Yú Gōng yí shān.
„Yu Gong versetzt Berge.“
(Im alten China lebte ein Greis namens Yu Gong ("Närrischer Alter"), vor dessen Haustür zwei große Berge waren, die er gemeinsam mit seinen Söhnen abtragen wollte.)

### Meng Haoran
Meng Haoran (孟浩然) (*689 oder 691; † 740) war ein Dichter der Tang-Dynastie, der oft gemeinsam mit dem Dichter Wang Wei genannt wird, mit dem er befreundet war.

「花落知多少。」

Huā là zhī duō shǎo
Weiß ich, wie viele Blüten herabgefallen sind?
(Letzter Vers des Gedichts 春暁 Chūnxiǎo = Frühlingserwachen, dessen ganzer Text folgendermaßen lautet:
春眠不覺曉 處處聞啼鳥 / 夜來風雨聲 花落知多少
Chūn mián bù jué xiǎo, chù chù wén tí niǎo / Yè lái fēng yǔ shēng, huā là zhī duō shǎo
Im Frühling wachte ich unvermittelt auf, überall hörte ich Vögel zwitschern / In der Nacht waren Wind und Lärm, weiß ich wie viele Blüten herab gefallen sind?)

### Menzius
Mengzi (孟子, latinisiert Menzius; um 370 v. Chr.; † um 290 v. Chr., war der bedeutendste Nachfolger des Konfuzius).

「君子有三樂 而王天下不與存焉。」

Jūnzi yǒu sān lè ér wáng tiānxià bù yú cún yān.
Es gibt drei Dinge, an denen sich der Edle erfreut, die Welt zu beherrschen gehört nicht dazu.
(Die drei Dinge, an denen sich der Edle erfreut, sind
1. dass seine Eltern noch leben und seine Geschwister keinen Anlass zur Sorge geben,
2. dass er sich nicht vor der Natur und vor den Menschen schämen muss,
3. dass er die talentiertesten Schüler hat.)

### Mozi
Mozi (墨子 „Meister Mo“), auch Mo Di genannt, lebte im späten 5. Jahrhundert v. Chr. und war Begründer und Namensgeber des Mohismus (墨家 mòjiā), einer Schule der chinesischen Philosophie.

「兼愛。」

Jiān ài
allgemeine Nächstenliebe
(„Wenn Untertanen und Söhne ihren Fürsten und Vätern keine kindliche Pietät bezeugen, dann nennt man das Verwirrung. […] Wenn selbst der Vater gegenüber seinem Sohn, der ältere gegenüber seinem jüngeren Bruder oder der Fürst gegenüber seinem Untertan keine liebevolle Gesinnung hegt, so ist dies auch ein Zustand, den man Unordnung im Reiche nennt. […] Und wenn die Würdenträger ihre Familien gegenseitig in Unordnung bringen und die Lehnsfürsten sich untereinander bekämpfen, dann ist es ebenso. […] Alle Fälle von Verwirrung im Reiche sind darin enthalten. Und untersucht man, worin sie ihren Grund haben, so ist es immer der Mangel an gegenseitiger Liebe.“)

「視人之國若視其國，視人之家若視其家，視人之身若視其身。」

Shì rén zhī guó ruò shì qí guó, shì rén zhī jiā ruò shì qí jiā, shì rén zhī shēn ruò shì qí shēn.
‚Wenn man andere Staaten wie den eigenen betrachtet und andere Familien wie die eigene und andere Menschen wie sich selbst

## Q

### Qin Shihuangdi
Qin Shihuangdi („Erster erhabener Gottkaiser von Qin“; 秦始皇帝), (* 259 v. Chr.; † 210 v. Chr.) war der Begründer des chinesischen Kaiserreiches und ist bis heute einer der in den westlichen Kulturkreisen bekanntesten fernöstlichen Herrscher.

「天下共苦戰鬥不休，以有侯王。賴宗廟，天下初定，又復立國，是樹兵也，而求其寧息，豈不難哉！。」

Tiānxià gòng kǔ zhàndòu bù xiū, yǐ yǒu hóu wáng. Lài zōng miào, tiānxià chū dìng, yòu fù lì guó, shì shù bīng yě, ér qiú qí níng xī, qǐ bù nán zāi!
Das ganze Reich leidet, wenn die Kämpfe nicht aufhören ...

### Qu Yuan
Qu Yuan (屈原) (ca. 340–278 v. Chr.) aus der Zeit der streitenden Reiche gilt als Chinas erste historisch fassbare Dichterpersönlichkeit. Aufgrund seiner politischen Meinung soll er seines Amtes enthoben worden sein und soll sich nach jahrelangem Umherirren im Exil im Fluss Miluo ertränkt haben. Als nachweisbar gilt jedoch nur, dass Qu Yuan der Autor des Lísāo 離騷 („Trauer nach der Trennung“) ist, eines langen Klagegedichts, das für die spätere chinesische Literatur beispielhaft war. Im Lísāo erzählt Qu Yuan, wie er von seinem Fürsten verstoßen wurde und sich auf eine lange Reise machte.
Qu Yuan zu Ehren wird jährlich das Drachenbootfest gefeiert, da erzählt wird, die Anwohner des Flusses Miluo, in dem sich Qu Yuan ertränkt haben soll, seien in ihre Drachenboote gestiegen um ihn zu retten.

「帝高陽之苗裔兮，朕皇考曰伯庸。」

Dì gāo yáng zhī miáo yì xī, zhèn huáng kǎo yuē bó yōng.
Ich bin ein Prinz aus adeliger Familie ...

## S

### Su Shi
Su Shi (蘇軾) (* 1037; † 1101) war Dichter, Maler, Kalligraf und Politiker der chinesischen Song-Dynastie. Er ist bekannter unter seinem Beinamen Su Dongpo (蘇東坡), den er sich gab, um darauf hinzuweisen, dass er während seiner Verbannung nach Hubei auf einer Farm am Ostufer gelebt hatte (Dongpo Jushi 東坡居士).

「明月幾時有？ 把酒問青天。」

Míng yuè jǐ shí yǒu? bà jiǔ wèn qīng tiān.
Wie oft gibt es den hellen Mond? Ich greife zum Wein und frage den blauen Himmel.
(Aus dem Lied Shuǐ diào gē tóu)

### Sun Yatsen

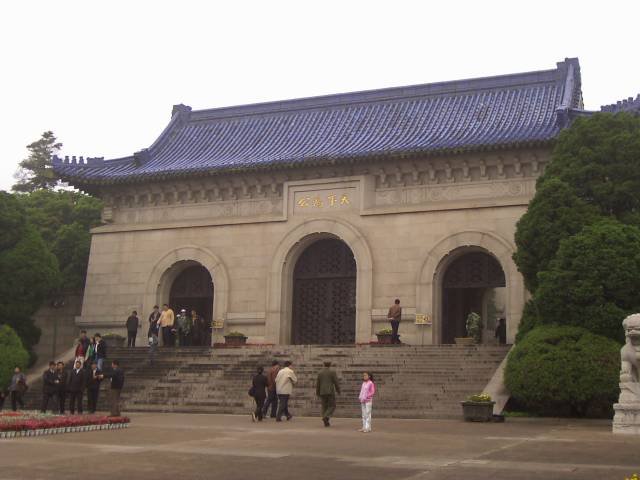
Sun-Yat-sen-Mausoleum bei Nanjing mit der Aufschrift 天下為公 - Tiānxià wéi gōng über dem mittleren Durchgang

Sun Yat-sen (chinesisch 孫逸仙 / 孙逸仙, Pinyin Sūn Yìxiān; * 1866; † 1925) war Gründer der Kuomintang und erster provisorischer Präsident der Republik China. In der Volksrepublik China wie in der Republik China (Taiwan) wird er als Gründer des modernen China verehrt.
Er entwickelte eine politische Philosophie, die als Drei Prinzipien des Volkes (三民主義 Sānmínzhǔyì) bekannt ist. San Min Chu-i ist die Nationalhymne der Republik China, deren ersten beiden Verse folgendermaßen lauten:

「三民主義，吾黨所宗，以建民國，以進大同。」

Sānmín Zhǔyì, wú dǎng suǒ zōng, Yǐ jiàn Mínguó, yǐ jìn Dàtóng.
Die drei Volksprinzipien, das Ziel unserer Partei. Damit bauen wir die Republik, damit erreichen wir den Weltfrieden.
(Das Lied ist in der Volksrepublik China verboten. Bei der Amtsübernahme von Präsident Chen Shui-bian 2000 sang die bekannte Sängerin A-Mei Chang die Hymne und erhielt dafür ein mehrmonatiges Auftrittsverbot in China.)

「革命尚未成功，同志仍需努力。」

Gémíng shàng wèi chénggōng, tóngzhì réngxū nǔlì.
Die Revolution ist noch nicht vollendet, Genossen, wir müssen weiter hart arbeiten.

「天下為公。」

Tiānxià wéi gōng.
Die Welt (Tianxia) gehört allen.
(Motto, das auf dem Mausoleum Sun Yat-sens in Nanjing steht. Es stammt ursprünglich aus dem Buch der Riten (Li Ji), wurde aber von Kang Youwei und Sun Yatsen adaptiert.)

### Sunzi

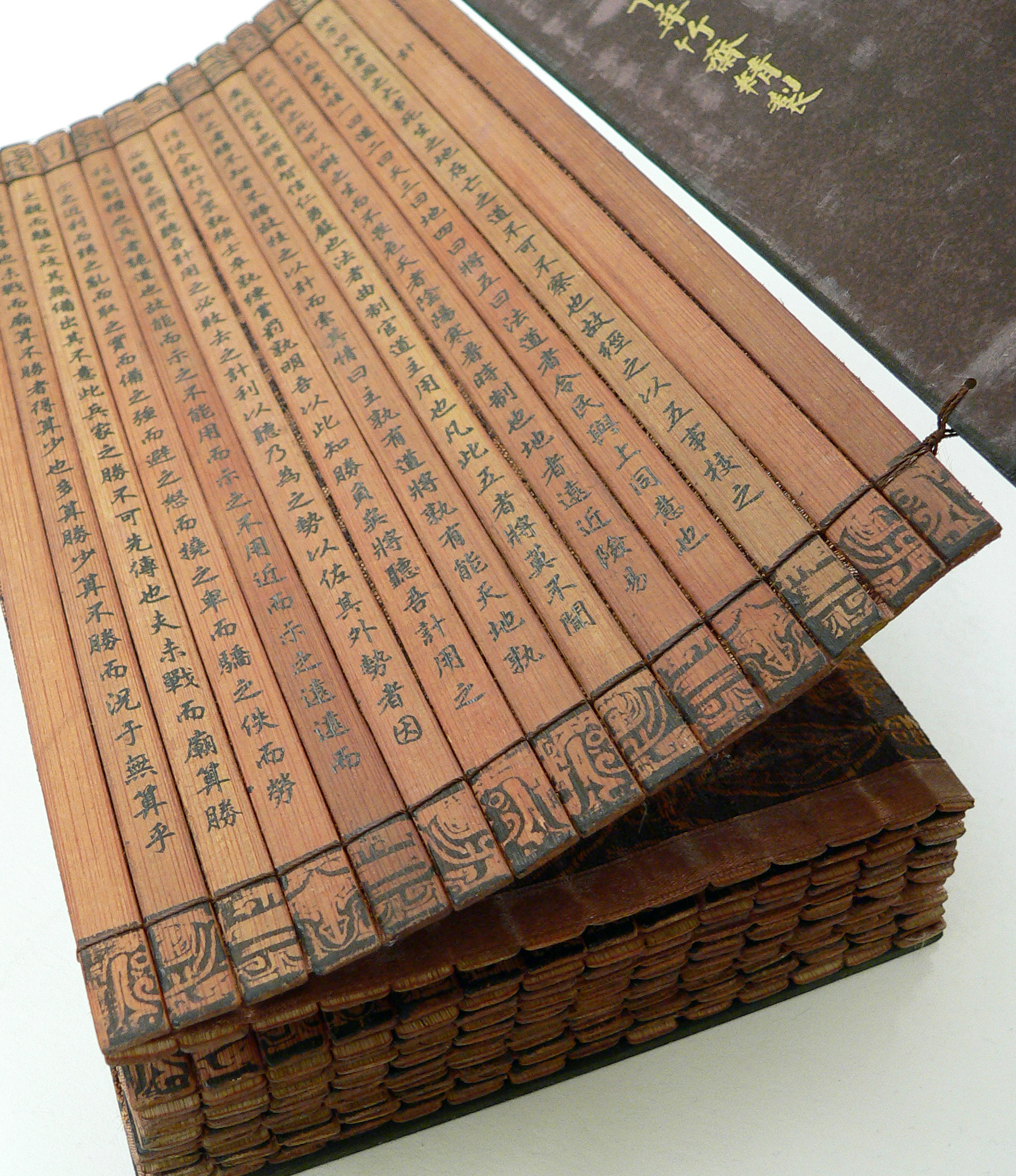
Die Kunst des Krieges als Bambusbuch aus der Qianlong-Ära

Sunzi (孙子/孫子 „Meister Sun“, eigentlich: 孙武 Sūn Wŭ; * um 500 v. Chr.) war ein General und Militärstratege. Sein Buch „Die Kunst des Krieges“ (孫子兵法 Sūnzǐ bīngfǎ - Sunzis Kampfkunst) gilt als frühestes Buch über Strategie und ist bis zum heutigen Tage eines der bedeutendsten zu diesem Thema.

「兵者，詭道也。」

Bīngzhě, guǐ dào yě.
„Kriegsführung basiert auf Täuschung.“
(Aus dem ersten Kapitel von 孫子兵法 Sunzis Kriegskunst. Sunzi verzichtet auf lange Argumentationsketten und stellt seine Ansichten in der Form von Aphorismen dar. Sunzis Buch soll Basis für Mao Zedongs Kriegsstrategien und Pflichtlektüre für die politisch-militärische Hierarchie der Sowjetunion gewesen sein. Heute wird es vorwiegend im Management-Bereich verwendet.)

「風林火山。」

Fēng lín huǒ shān.
„Wind, Wald, Feuer, Berg.“
(Diese Wendung war als Fūrinkazan auf der Standarte des japanischen Daimyo Takeda Shingen aufgestickt.
風　Schnell wie der Wind
林　Still wie der Wald
火　Besiegen wie das Feuer
山　Beständig wie ein Berg
Es handelt sich dabei um ein gekürztes Zitat aus Sunzis Kunst des Krieges.)

## T

### Tan Daoji
Tan Daoji (檀道濟); († 436) war ein hochrangiger General der chinesischen Südlichen Song-Dynastie. Ihm werden die 36 Strategeme zugeschrieben, eine Sammlung von Strategemen, die in China Allgemeingut sind.

「隔岸觀火。」

Gé àn guān huǒ
Das Feuer am gegenüberliegenden Ufer beobachten.
(List Nr. 9, die empfiehlt, eigene Aktionen zu unterlassen, bis sich die Lage zum eigenen Vorteil entwickelt hat.)

「借刀殺人。」

Jiè dāo shā rén.
Mit dem Messer eines Anderen töten.
(List Nr. 3, die besagt, dass es besser sein kann, einen Stellvertreterkrieg führen zu lassen oder einen Strohmann zu benutzen.)

「走為上策。」

Zǒu wéi shàng cè.
(Weglaufen ist die beste Strategie. Das soll besagen, wenn die anderen 35 Listen versagen, ist die 36. List, das Weglaufen, die beste Strategie. Dieses Strategem wird meist mit 三十六計，走為上策 wiedergegeben.)

### Tao Yuanming
Tao Yuanming (陶淵明) oder Tao Qian (陶潛); * 365 oder 372; † 427, war ein berühmter chinesischer Dichter während der östlichen Jin-Dynastie.

「晉太元中，武陵人捕魚為業，緣溪行，忘路之遠近。」

Jùn Tàiyuán zhōng, Wǔlíngrén bǔ yú wéi yè, yuán xī xíng, wàng lù zhī yuǎn jìn.
In der Jin-Dynastie während der Regierungsperiode "Höchster Urbeginn" (376 – 396) fuhr einmal ein Fischer mit seinem Boot den Fluss hinauf, ohne recht zu achten, wie weit ihn der Weg führte.
(Die Wundersame Geschichte vom Pfirsichblütenquell 桃花源記 ist eines von Taos berühmtesten Werken:
Ein Fischer aus Wuling rudert ein Flüsschen hinauf und gerät in einen Pfirsichhain, wo ihn frohe Menschen empfangen und bewirten. Bereits zu Zeiten des Hauses Qin hätten sich ihre Vorfahren hierher zurückgezogen. Seither lebten sie hier in Frieden. Sie baten den Fischer, niemandem von ihrer Existenz zu erzählen. Den Zugang zu dem Paradiese konnte später freilich niemand finden.)

### Tausend-Zeichen-Klassiker
Zhou Xingsi (周興嗣) (* 470, † 521) kompilierte den Tausend-Zeichen-Klassiker, ein Buch für die Elementarerziehung im alten China. Der Text besteht aus genau eintausend Schriftzeichen in Form eines Gedichts, die auf 250 Versen zu je 4 Zeichen entfallen.

「天地玄黃。」

Tiān dì xuán huáng.
„Himmel und Erde sind dunkel und gelb“
(Erster Satz des Tausend-Zeichen-Klassikers)

### Tian Han
Tian Han (田漢; * 1898, † 1968), war Schriftsteller, bekannt für seine Dramen, Opern und Filmmanuskripte. Sein Gedicht „Marsch der Freiwilligen“ wurde als Text für die chinesische Nationalhymne verwendet.

「起來！不願做奴隸的人們！ / 把我們的血肉，築成我們新的長城！。」

Qǐlái! Búyuàn zuò núlì dí rénmen! / Bǎ wǒmen de xuèròu zhùchéng wǒmen xīn de chángchéng!
Steht auf! Alle, die keine Sklaven mehr sein möchten! / Lasst uns aus unserem Fleisch und Blut die neue Mauer bauen.
(Aufgrund der in seinen Werken enthaltenen, verschlüsselten Kritik wurde Tian Han zum Beginn der Kulturrevolution verhaftet und verstarb im Gefängnis. Der Marsch der Freiwilligen wurde vorübergehend nicht mehr gespielt.)

## W

### Wang Wei
Wang Wei (王维/王維) (* ca. 698; † 759 oder 761) war Dichter, Maler, Musiker und Staatsmann der Tang-Dynastie.

「每逢佳節倍思親。」

Měi féng jiā jié bèi sī qīn.
An jedem Fest denkt man doppelt an die Familie
(Aus dem Gedicht 九月九日憶山東兄弟. Diesen Vers zitieren Chinesen gern, wenn sie an großen chinesischen Feiertagen fern von ihren Familien sind. In diesem Fall denkt Wang Wei am 9. Tag des chinesischen Monats an seine Brüder in der Heimat.)

### Wang Xizhi

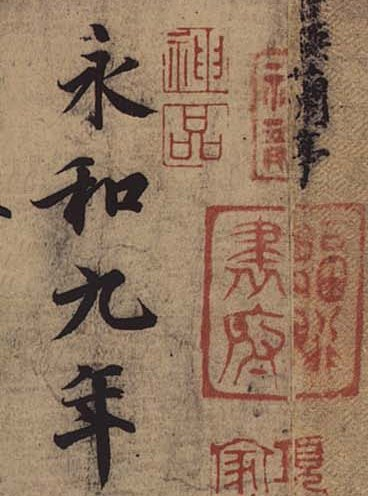
Orchideenpavillon

Wang Xizhi (王羲之; * 307; † 365) ist der bedeutendste chinesische Kalligraf. Sein berühmtestes Werk ist das Vorwort zu der Gedichtsammlung vom Orchideenpavillon, das die chinesische Kalligrafie entscheidend geprägt hat und heute allerdings nur noch in Abschriften erhalten ist.

「後之視今，亦由今之視昔。 。」

Hòu zhī shì jīn, yì yóu jīn zhī shì xí.
Wenn künftige Generationen auf unsere Zeit zurückblicken, wird es so sein, wie wenn wir auf die Vergangenheit blicken.
(In diesem Vorwort zum Orchideenpavillon wird ein Treffen von Künstlern und Gelehrten zu einem festlichen Gedankenaustausch beschrieben.)

### Wu Han
Wu Han (吳晗; † 1969) war Mitglied der Kommunistischen Partei und von Mao Zedong beauftragt, einen Artikel über den Ming-zeitlichen Beamten Hai Rui zu verfassen, der es sich erlaubt hatte, den Jiajing-Kaiser zu kritisieren und dafür entlassen wurde.

「海瑞罷官。」

Hǎi Ruì bà guān.
Hai Rui wird entlassen.
(Aus dem Artikel wurde ein erfolgreiches Theaterstück, das Mao Zedong als persönliche Kritik ansah und letztlich zu Wu Hans Sturz führte. Mit einem Aufsatz, in dem der Literaturkritiker Yao Wenyuan das Stück für abweichlerisch erklärte, begann im November 1965 die Kulturrevolution.)

## X

### Xunzi
Xunzi (* ca. 298 v. Chr.; † ca. 220 v. Chr.) war ein Philosoph in der Zeit der Streitenden Reiche. Im Gegensatz zu Mengzi, der lehrte, dass der Mensch von Natur aus gut sei (性善説 xìngshànshuō), vertrat er die Auffassung, dass der Mensch von Natur aus böse sei (性惡説 xìng'ĕshuō).

「人之性、惡；其善，偽也。」

「Rén zhī xìng è; qí shàn wěi yě.」

„Der Charakter des Menschen ist schlecht, seine guten Seiten sind gemacht.“

## Y

### Yelü Chucai
Yelü Chucai (耶律楚材) († 1243) war ein hoher Beamter zur Zeit von Dschingis Khan und Ugedai Khan. Er erreichte die Wiederbelebung des gesellschaftlichen Lebens in Nordchina und organisierte den mongolischen Staat.

„Ihr könnt Steuern erheben für Landbesitz und Handel, aber auch mit Wein, Salz, Eisen und den Erzeugnissen der Berge und Sümpfe lässt sich Profit erzielen. Auf diese Weise gewinnt Ihr in einem einzigen Jahr 500.000 Unzen Silber, 80.000 Ballen Seide und 400.000 Getreidesäcke. Wie kann man nur behaupten, dass die Chinesen Euch nichts nützen!“

### Yue Fei

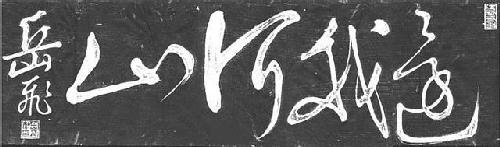
Kalligrafie: "Gebt mir Flüsse und Berge zurück!"

Yue Fei (岳飛, *1103, † 1142, hingerichtet) war Volksheld und Heerführer der Song-Dynastie, die damals schwer um ihre Existenz kämpfen musste.

「還我河山。」

「Huán wǒ hé shān.」

„Gebt uns Flüsse und Berge zurück!“

## Z

### Zhao Gao
Zhao Gao war der oberste Berater des zweiten Qin-Kaisers.

「指鹿為馬。」

Zhǐ lù weí mǎ
Auf den Hirsch zeigen und ihn als Pferd ausgeben
(Zhao Gao versuchte die volle Kontrolle über die Regierung zu bekommen und testete die Loyalität der Beamten, indem er einen Hirsch bringen ließ und diesen als Pferd bezeichnete. Die Beamten, die sich weigerten, den Hirsch als Pferd zu bezeichnen, wurden eliminiert.)

### Zhou Chongguo
Zhou Chongguo war ein General der westlichen Han-Dynastie.

「百闻不如一见。」

Bǎi wén bù rú yī jiàn.
Hundert Mal hören ist nicht so gut wie einmal sehen.
Antwort des Generals Zhou Chongguo auf die Frage des Kaisers Xuandi, wie viele Soldaten er benötige, um eine Invasion der nördlichen Barbaren zurückzuschlagen.
(Heute wird dieses Zitat vorwiegend von Reisebüros gebraucht.)

### Zhuangzi
Zhuangzi (庄子/莊子; ca. 365 – 290 v. Chr.), Meister Zhuang war ein daoistischer Philosoph und Schriftsteller, dessen persönlicher Name Zhuang Zhou war.

「莊周夢蝶 。」

Zhuāng Zhōu mèng dié
Zhuang Zhou träumte, dass er ein Schmetterling sei.
(Das bekannteste Gleichnis des Zhuangzi ist der so genannte "Schmetterlingstraum":
昔者莊周夢為胡蝶，蘧蘧然莊周也，自喻適志與！不知蝶也。俄然覺，則栩栩然蝶也。不知蝶之夢為莊周與，莊周之夢為蝶與？蝶與莊周，則必有分矣。此之谓物化。
Xi zhe Zhuang Zhou meng wei hudie, xuxu ran hudie ye. Zi yu shi zhi yu! Bu zhi Zhou ye. Eran jue, ze pengpeng ran Zhou ye. Bu zhi Zhou zhi meng wei hudie yu? Hudie zhi meng ei Zhou yu. Zhou yu hudie ze bi you fen yi. Ci zhi wei wu hua.
"Einst träumte Zhuang Zhou und wurde ein flatternder Schmetterling, heiter und seinem Ansinnen angepasst. Er wusste nichts von Zhuang Zhou. Als er plötzlich erwachte, war Zhuang Zhou voll und ganz da. Nun weiß man nicht, ob ein Zhuang Zhou im Traum ein Schmetterling wird, oder ein Schmetterling im Traum ein Zhuang Zhou. Wenn es einen Zhuang Zhou und einen Schmetterling gibt, dann muss es einen Unterschied dazwischen geben. Dieses nennt man die Wandlung der Dinge.")
(Hudie meng ist ein stehender Begriff im Chinesischen und hat sich auch über das Land hinaus verbreitet. Diese Parabel scheint auch den argentinischen Schriftsteller Jorge Luis Borges beeinflusst zu haben.)

## Sonstiges
「日出而作，日入而息；鑿井而飲，耕田而食；帝力何有於我哉？」

「Rì chū ér zuò, rì rù ér xī; záo jǐng ér yǐn, gēng tián ér shí; dì lì hé yǒu yú wǒ zāi?」

„Die Sonne geht auf und wir arbeiten, die Sonne geht unter und wir ruhen, wir graben den Brunnen und trinken, wir bestellen das Feld und essen, des Kaisers Macht, was geht die uns an?“